# Амвросий (Рождественский-Вещезеров)
Архиепископ Амвросий (в миру Алексей Иванович Рождественский-Вещезеров; около 1767, Новгородская губерния — 14 февраля 1825, Тобольск) — архиепископ Тобольский и Сибирский (1822—1825), епископ Вятский и Слободский (1817—1822).

## Биография
Родился около 1767 года в семье священника Новгородской епархии.
Образование получил сначала в Кирилловской духовной семинарии, а затем в Александро-Невской духовной академии.
С 5 марта 1794 года преподавал в той же академии в высшем классе грамматику и греческий язык.
С 9 мая 1795 года — преподаватель поэзии.
25 марта 1797 года пострижен в монашество.
В ноябре 1798 года зачислен в число соборных иеромонахов Александро-Невской лавры.
С 18 февраля 1799 года — преподаватель красноречия, русского и латинского языков.
С 26 января 1800 года — архимандрит Спасо-Каменного монастыря, Вологодской епархии и ректор Вологодской духовной семинарии.
27 июля 1804 года переведен настоятелем в Вологодский Спасо-Прилуцкий монастырь и в то же время назначен цензором проповедей.

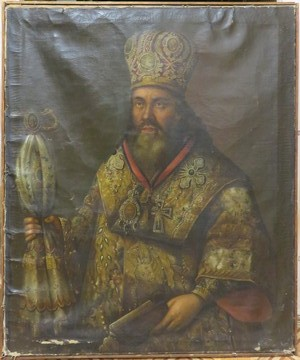
Портрет 1822-1825 гг.

В декабре 1810 года Амвросий вызван в Санкт-Петербург на чреду священнослужения и проповедования слова Божия.
11 сентября 1811 года переведен настоятелем Валдайского Иверского монастыря и 25 октября назначен членом духовной консистории.
26 марта 1812 года определён инспектором Санкт-Петербургской духовной академии.
С 28 января 1816 года — настоятель Московского Донского монастыря и председатель Московского комитета духовной цензуры.
15 июля 1817 года хиротонисан во епископа Вятского и Слободского.
28 октября 1822 года возведен в сан архиепископа с назначением на Тобольскую кафедру. Время управления Амвросием Тобольской епархией совпало с особенными заботами правительства о распространении христианства среди инородцев края. С этой целью была учреждена миссия в киргизских степях, основаны казачьи станицы с церквами и молельными домами. Всё это требовало от епархиального архиерея большого личного внимания к событиям и усиленной деятельности. Как человек образованный, Амвросий понимал, что для упрочения дела миссии необходимо иметь образованных священнослужителей, поэтому стремился насколько возможно благоустроить семинарию, улучшить условия обучения. Делу просвещения было обращено главное внимание преосвященного Амвросия.
Умер в 1825 году — 14 февраля, согласно «Православной энциклопедии», или 25 февраля — по сведениям «Русского биографического словаря Половцова».